# 순환출자
순환출자(循環出資)는 동일 기업의 계열사간 출자를 하는 것을 일컫는 용어이다. 예를 들면 A회사가 B회사에 출자하고 B회사가 C회사에 출자하고 C회사가 다시 A회사에 출자하는 형식으로 이루어진다.

## 대한민국에서의 순환출자
1970년 재벌들이 계열사를 늘리기 위해 순환출자를 애용하였으나, 1997년 외환 위기가 나자 전부 몰락해버렸다. 이후 2013년 순환출자가 금지되었다.